# Ethiolimnia vittipennis
Ethiolimnia vittipennis är en tvåvingeart som först beskrevs av Thomson 1869.  Ethiolimnia vittipennis ingår i släktet Ethiolimnia och familjen kärrflugor. Inga underarter finns listade i Catalogue of Life.